# Percy Reginald Stephensen
Percy Reginald (Inky) Stephensen (* 20. November 1901 in Maryborough, Queensland; † 28. Mai 1965 in Sydney, New South Wales) war ein australischer Schriftsteller, Journalist, Kommunist und Mitinitiator der Australia First Movement.

## Leben
Percy Stephensen war der älteste Sohn des Stellmachers Christian Julius Stephensen und der in Russland geborenen Schweizerin Marie Louise Aimée. Percy Stephensen ging in die Biggenden State School und in die Maryborough Grammar School. In Queensland lernte er Fred Paterson, einen Kommunisten, und Eric Partidge, den Verfasser eines Lexikons, kennen. Er kam in Kontakt mit Intellektuellen und Radikalen in Brisbane auf und trat 1921 in die Communist Party of Australia ein. Percy Stephensen studierte an der University of Queensland und ab 1924 mit einem  Rhodes-Stipendium an der University of Oxford. In Großbritannien nahm er 1926 in dem stattfindenden Generalstreik teil und gab verschiedene schriftliche Werke heraus, u. a. The Bushwackers: Sketches of Life in the Australian Outback. 1932 kam er nach Sydney zurück und gründete die Endeavour Press in Sydney, wo neben ihm auch Banjo Paterson und Miles Franklin publizierten. 1933 trennte er sich von dieser Firma und gründete ein eigenes Unternehmen, das Literatur von Franklin, Henry Handel Richardson, Eleanor Dark und anderer Autoren herausbrachte. Dieses Unternehmen scheiterte an der verzögerten Herausgabe von Capricornia von Xavier Herbert. Nach seinem Scheitern als Verleger wurde er Journalist und politischer Organisator. Er wendete sich gegen das Einreiseverbot von Egon Erwin Kisch nach Australien in den Jahren von 1934 bis 1935. Er publizierte für Frank Clune als 'Inky' mehr als 70 Bücher in den nächsten 30 Jahren. Stephensens bedeutendstes Werk war die The Foundations of Culture in Australia, das zu einer australischen Dichterbewegung Jindyworobak Movement führte.
Er wendete sich von der Communist Party of Australia ab und engagierte sich in der Australia First Movement, wo ihn William Miles finanzierte. Diese Bewegung war faschistoid, antisemitisch, antibritisch und antidemokratisch; die monatliche Zeitschrift der Gruppierung, The Publicist, redigierte er 1941/42.
Wegen seiner Mitgliedschaft in der Australia First Movement wurde er 1942 verhaftet und bis 1945 in Haft genommen, weil er der Kollaboration mit dem Kriegsgegner Japan und den Achsenmächten und der Sabotage verdächtig war.

## Werke (Auswahl)
- The Bushwackers: Sketches of Life in the Australian Outback
- The Foundations of Culture in Australia
- The Foundations of Culture in Australia: An Essay Towards National Self Respect (1936)